# Mönichkirchen
Mönichkirchen osztrák mezőváros Alsó-Ausztria Neunkircheni járásában. 2019 januárjában 598 lakosa volt. 

## Elhelyezkedése

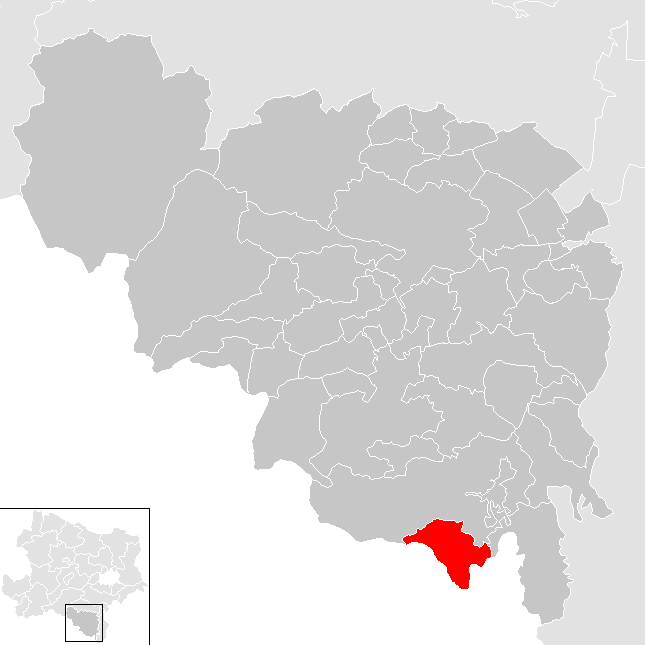
Mönichkirchen a Neunkircheni járásban

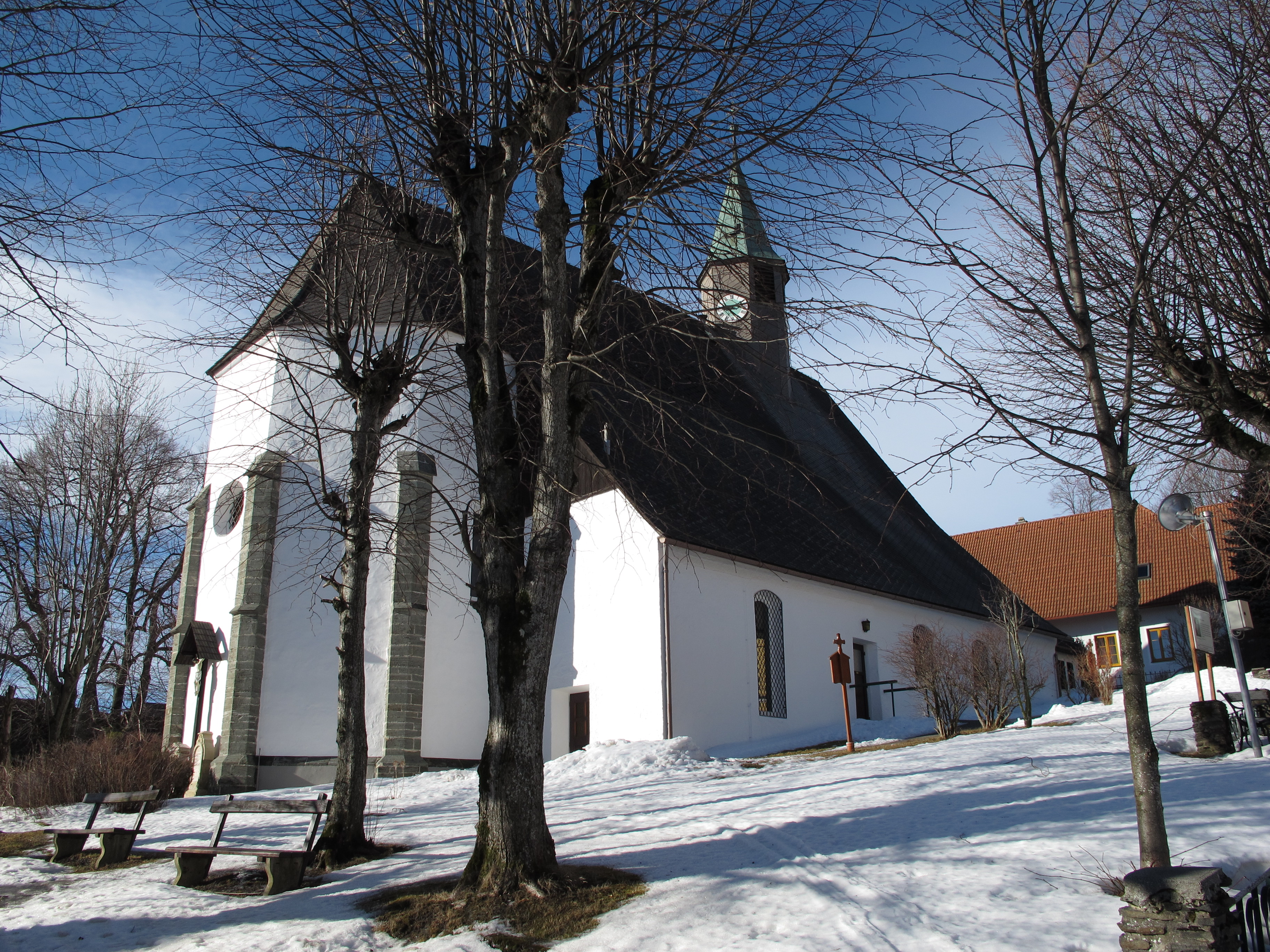
A Szűz Mária szent neve-plébániatemplom

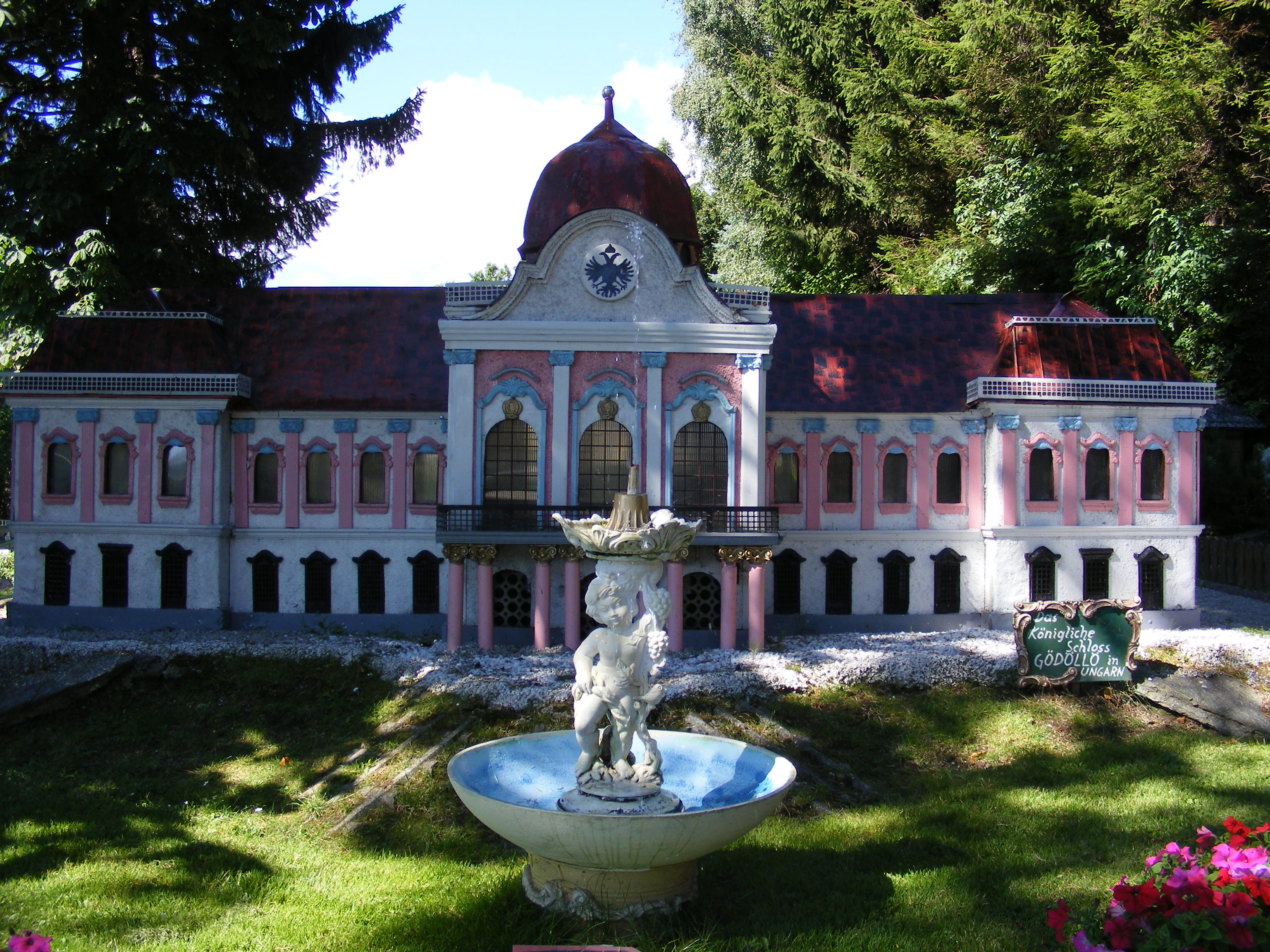
A gödöllői kastély a mönichkircheni makettparkban

Mönichkirchen Alsó-Ausztria Industrieviertel régiójában fekszik a Wechsel-hegység keleti szélén. Területének 68,3%-a erdő. Az önkormányzat 7 településrészt, illetve falut egyesít: Am Hartberg, Feldbauern, Mönichkirchen, Mönichkirchner Schwaig, Pfeffergraben, Tauchen és Unterhöfen.  
A környező önkormányzatok: északra Aspangberg-Sankt Peter, keletre Zöbern, délkeletre Schäffern, délnyugatra Pinggau (utóbbi kettő (Stájerországban).

## Története
Mönichkirchen területén a hartbergi johanniták építettek 1130 körül egy ispotályt a zarándokok számára. A hely a 12. században kapta a nevét, amely az ide települt szerzetesekre utal. A későbbiekben Mönichkirchen népszerű zarándoklati helyszínné vált; ennek látogatását II. József uralkodása alatt, a 18. század második felében betiltották.  
1823-ban 174 lakost számláltak össze. 1865-ben egy tűzvészben a falu nagy része elpusztult. A Wechselbahn vasútvonalának 1881-es megépítése utat nyitott az idegenforgalomnak; a 19. század vége – 20. század eleje óta a község kedvelt kiránduló és nyaralóhellyé fejlődött. A Monarchia korszakából számos villa máig megmaradt. 1927-ben Anton Wildgans költő a községben írta "Kirbisch, avagy a csendőr, a szégyen és a boldogság" (Kirbisch oder Der Gendarm, die Schande und das Glück) c. eposzát, amelyben a falu életét festi le.
A második világháborúban 1941 áprilisában Adolf Hitler a Wechselbahn itteni alagútjaiból irányította a balkáni hadjáratot. A háború után a szovjet és brit megszállási zóna határvonala a településen haladt át. 

## Lakosság
A mönichkircheni önkormányzat területén 2019 januárjában 598 fő élt. A lakosságszám 1971-ben érte el a csúcspontját 782 fővel, azóta többé-kevésbé csökkenő tendenciát mutat. 2017-ben a helybeliek 96,2%-a volt osztrák állampolgár; a külföldiek közül 0,5% a régi (2004 előtti), 1,8% az új EU-tagállamokból érkezett. 0,2% a volt Jugoszlávia (Szlovénia és Horvátország nélkül) vagy Törökország, 1,3% egyéb országok polgára volt. 2001-ben a lakosok 94,1%-a római katolikusnak, 2,1% evangélikusnak, 3,4% pedig felekezeten kívülinek vallotta magát. Ugyanekkor 7 magyar (1,1%) élt a községben.
A lakosság számának változása:

| 2016 | 615 |
| 2018 | 606 |

## Látnivalók
- a Szűz Mária szent neve-plébániatemplomot a 12. században alapították, a 15. század végén gótikus stílusban átépítettek. Belső tere barokk stílusú. A 18. századig kegytemplom.

## Fordítás
- Ez a szócikk részben vagy egészben  a   Mönichkirchen című német Wikipédia-szócikk ezen változatának fordításán alapul.  Az eredeti cikk szerkesztőit annak laptörténete sorolja fel. Ez a jelzés csupán a megfogalmazás eredetét és a szerzői jogokat jelzi, nem szolgál a cikkben szereplő információk forrásmegjelöléseként.